# General Urdaneta
Pour les articles homonymes, voir General et Urdaneta.
General Urdaneta est l'une des six paroisses civiles de la municipalité de Baralt dans l'État de Zulia au Venezuela. Sa capitale est Ceuta.

## Géographie

### Situation

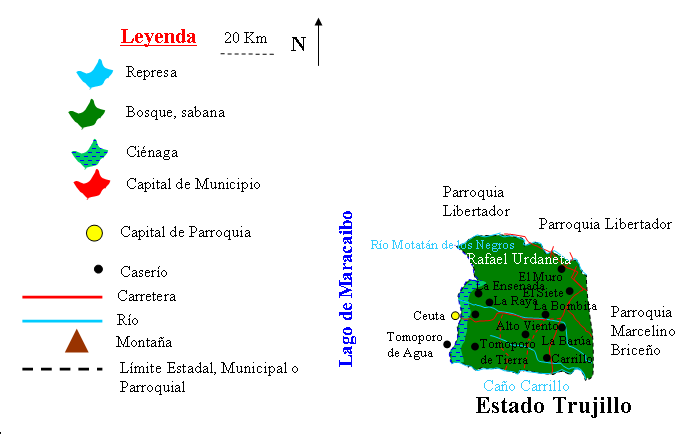
Carte simplifiée de la paroisse civile.

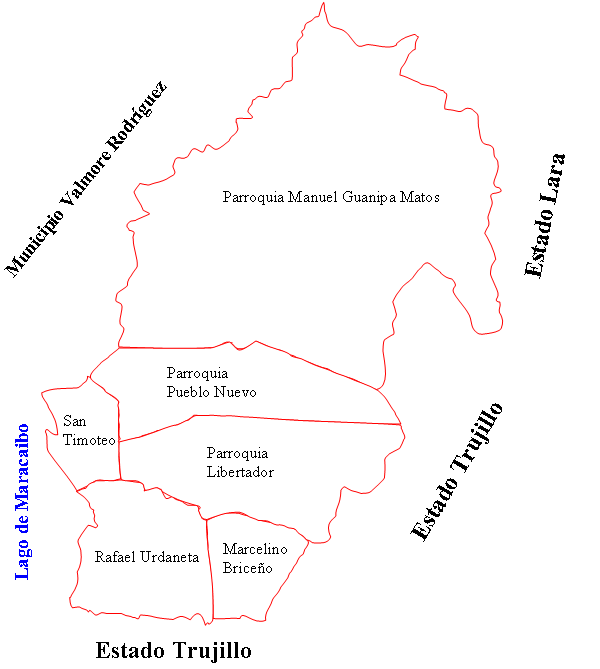
Localisation de la paroisse civile au sein de la municipalité.

La paroisse civile est l'une des plus petites des six qui composent la municipalité. Elle est située au centre méridional de cette dernière au bord du lac de Maracaibo.

### Urbanisation
Son chef-lieu est la localité de Ceuta et ses villes principales les localités de Tomoporo de Agua, Tomoporo de Tierra, La Ensenada, El Murro, La Raya, La Bombita, Alto Viento, La Banía et Carrillo.